# 広島市現代美術館
広島市現代美術館（ひろしましげんだいびじゅつかん）は、広島県広島市南区にある美術館。

## 概要
1989年5月3日に開館した。建物の設計は黒川紀章。主に第二次世界大戦後に作られた、現代美術や若手芸術家の作品を扱っている。館内には展示室の他に、ミュージアムショップ、カフェ、ミュージアム・スタジオ、ビデオコーナー、ライブラリーコーナー等が整備されている。比治山公園内にあり、近くには広島市立まんが図書館もある。
リニューアル工事のため2020年12月28日から休館し、館内の全面改修を実施。2023年3月18日にリニューアルオープンした。

## 収蔵作品
- 「アーチ」 ヘンリー・ムーア
- 「小さな鳥」フェルナンド・ボテロ
- 「安芸の翼」 澄川喜一
- 「真夜中のティータイム」 佐古昭典
- 「マリリン」 アンディー・ウォーホル
- 「ラッカ1」 フランク・ステラ
- 「無題」 ドナルド・ジャッド
- 「空との距離」 日高理恵子
- 「Objects #4」諫山元貴
- 「残像のインジゴブルー」佐野ぬい
- 「よみがえる魂」草間彌生
- 「太陽を撃つ」山口勝弘
- 「ガラスの器と静物画」山野アンダーソン陽子

他多数

## 利用情報
- 所在地 - 広島市南区比治山公園1-1
- 開館時間 - 10:00～17:00　※5月3日は19:00まで開館
- 休館日 - 月曜日　※ただし月曜日が祝休日にあたる場合は開館し、その翌平日休館
- 観覧料（2023年3月現在[5]）
  - コレクション展 - 一般350（250）円、大学生250（150）円、高校生・65歳以上150（100）円　※（）内は30人以上の団体料金
  - 特別展は別途設定
- 駐車場 - 比治山公園内　※約120台分、無料、利用時間 9:00～19:00
- レストラン - カフェを整備

## 交通アクセス
- 広島電鉄皆実線 比治山下停留場下車約500m
- 広電バス・広島バス 「段原中央」バス停下車比治山スカイウォーク経由約550-700m[6]
- ひろしま観光ループバス ひろしま めいぷる〜ぷ（オレンジルート） 現代美術館前（まんが図書館）バス停下車約100m